# Стаунтония
Стаунтония (лат. Stauntonia) — род двудольных растений, входящий в семейство Лардизабаловые (Lardizabalaceae). Назван в честь английского дипломата и ботаника Джорджа Леонарда Стонтона.

## Виды
Род насчитывает от одного до 20 видов, некоторые из них:
- Stauntonia brunoniana (Decne.) Wall. ex Hemsl.
- Stauntonia cavalerieana
- Stauntonia chinensis DC.
- Stauntonia duclouxii
- Stauntonia hexaphylla Decne. — Стаунтония шестилистная
- Stauntonia obovatifoliola